# Lijst van landcommandeurs van de balije Biesen
Dit is een lijst van de landcommandeurs van de balije Biesen.

## Vanaf 1228
- Henricus (landcommandeur) (1228)
- Henricus II (landcommandeur) (1228-1238)
- Ludovicus (1241)
- Albero (1243)
- Wouter van Koblenz (1253)
- Diederik Guldenhoofd (ca. 1255)
- Herman van Rijkel (1260)
- Gerhard van Printhagen (1265-1267)
- Herman van Rijkel (1269)
- Nicolaas van Horne (1270)
- Mathias van Vranckevorst (1270-1271)
- Herman van Rijkel (1273-1274)
- Nicolaas van Horne (1278-1279)
- Ecbertus van Stockem (1283)
- Diederik van Horst (1284-1289)
- Diederik van Wevelkom (1290-1295)
- Walter van Papenhoven (1300-1302)
- Diederik van Holland (1308-1317)
- Gerard van Loon (landcommandeur) (1317-1324)
- Rutger van Caldenberg (1324)
- Johan van Hoenhorst (1328-1333)
- Rutger van Caldenberg (1337)
- Hendrik van Rundop (1340)
- Winand van Spaubeek (1343)
- Conrad van der Kaulen (1348)
- Conrad van Vranckevort (1349-1353)
- Rutger van Vrimersem (1355-1358)
- Renier Hoen van Hoensbroeck (1358-1371)
- Hendrik van Leeuwenberg (1371-1382)
- Renier van Hausen (1383-1405)
- Ivan van Cortenbach (1405-1434)
- Diederik von Betgenhusen (1434-1440)
- Albrecht von Fortsche von Thornauw (stadhouder) (1443)
- Mathias van der Straten (1444-1460)
- Nicolaas van der Dussen (1460-1467)
- Johan van de Velde (1467-1481)[1]
- Gerard van Sombreffe (1481-1483)[1]
- Johan van Herck (1483-1503)[2]
- Maximiliaan von Eynatten (1503-1512)
- Gerard van Streithagen (1512-1536)

## De Nieuwe Tijd

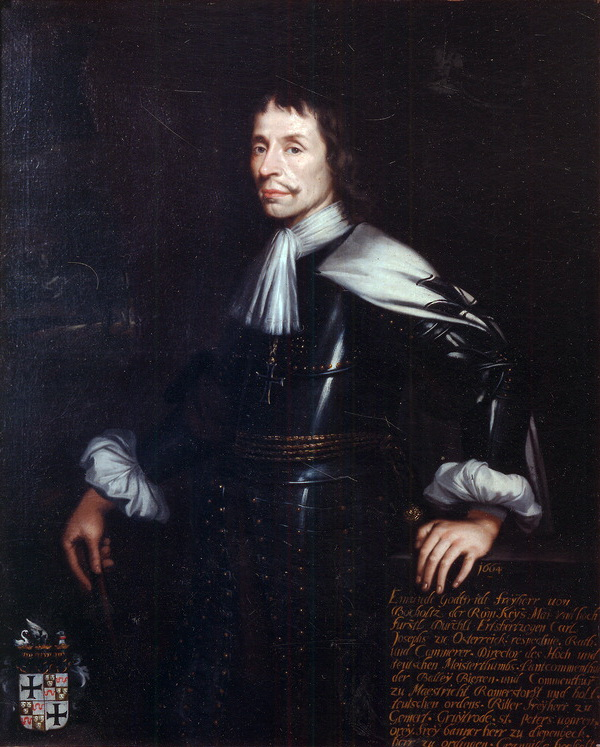
Edmond Godfried van Bocholtz, landcommandeur van 1657 tot 1690 (Walthère Damery, 1664)

### Spanningen met de grootmeester (16e eeuw)
- Winand van Breill (1536-1554)[3]
- Johan van Goor (1554-†1572) [4][5]
- Heinrich von Reuschenberg (1572-1603)
- Willem Bock van Lichtenberg (1603-1605)

### Voorbeeldige en/of hoge functie binnen de orde (17e eeuw en 1ste helft 18e eeuw)
- Edmond Huyn van Amstenrade (1605-1634)
- Godfried Huyn van Geleen (1634-1657)
- Edmond Godfried van Bocholtz (1657-1690)
- Hendrik van Wassenaar Warmond (1690-1709)
- Damian Hugo Philipp von Schönborn-Buchheim (1709-1743)

### "Creaturen" van grootmeesterClemens August I van Beierenin de periode 1743-1784
- Ferdinand von Sickingen (1743-1749)
- Wiric Leopold von Steinen (1749-1766)
- Caspar Anton von der Heyden, ook Belderbusch genoemd (1766-1784)

### Vanaf 1784
- Franz von Reischach (1784-1807)